# بيتر ووكر (سياسي)
بيتر ووكر (بالإنجليزية: Peter Walker)‏ هو سياسي أسترالي، ولد في 8 مايو 1922 في هوبارت في أستراليا، وتوفي في 14 يوليو 1987. انتخب عضو مجلس نواب تسمانيا.